# Club Deportivo Lealtad
Maillots
Actualités
Le Club Deportivo Lealtad est un club espagnol de football basé à Villaviciosa qui évolue en Segunda Federación depuis la saison 2025-2026.

## Histoire
Située au centre-est des Asturies, au bord de la mer, la ville de Villaviciosa est connue pour ses grands paysages qui attirent un grand nombre de touristes et surtout pour son industrie du cidre, très connue dans tout le pays. Sa relation avec le monde du football vient de loin et, peut-être, sa proximité avec Gijón, où il y avait plusieurs clubs qui commençaient à acquérir une certaine importance, a fait que cette discipline sportive s'est rapidement imposée parmi la jeunesse locale vers 1915 avec la création de l'Athletic Club de Villaviciosa, une association dont on ne se souvient guère sauf qu'elle était la première.
En 1915, la Fédération de football de Cantabrie a également été fondée — elle a changé de nom pour devenir la Fédération asturienne en 1918 — et l'un de ses premiers objectifs a été de créer un championnat régional, afin que les Asturies puissent être représentées dans le championnat espagnol. La première édition, qui s'est tenue à la fin de 1916, a regroupé les clubs inscrits en trois catégories et le Club Deportivo Lealtad, déjà fondé, se trouvait en troisième division.
La constitution de l'actuel Club Deportivo Lealtad a eu pour toile de fond l'Ateneo Obrero, un centre culturel créé le 4 mars 1911 où des cours d'arithmétique, de grammaire et de dessin étaient dispensés aux enfants des employés des différentes industries de la ville ainsi que d'autres activités de formation comme la santé. L'Ateneo Obrero a donné une grande impulsion culturelle et le football, en tant que sport qui commençait à captiver les jeunes, a été choisi parmi une quarantaine de ses membres pour tuer le temps libre. En avril 1916, à une date indéterminée, la Sociedad Deportiva Lealtad a été fondée sous la présidence de David Alonso. Elle a disputé son premier match le 26 mai, après que ses joueurs entraînés et bien assortis aient remporté le match 7-2 face au club rival Athletic Club. Le succès du résultat et le sérieux avec lequel les deux membres ont pris le club leur ont ouvert les portes pour jouer un certain nombre de matches contre d'autres clubs de leur environnement géographique, principalement à Gijón. Ils ont décidé en août 1919 de s'inscrire auprès de la Fédération asturienne qui régissait déjà les destinées des clubs de la région, prenant ainsi la relève de la Fédération Cantabrique de football qui avait organisé les championnats régionaux jusqu'alors.
Le club a joué dans les ligues régionales jusqu'en 1990, date à laquelle elle a été promue pour la première fois en Tercera División. En 1998, avec Marcelino García comme entraîneur, le club a obtenu sa toute première promotion en Segunda División B après avoir battu le Real Madrid C, le Betanzos CF (es) et la Gimnástica Segoviana (es) lors des barrages de promotion.
Le club n'est resté qu'une saison en troisième division et a passé quinze autres saisons en Tercera División avant d'être promu à nouveau en 2014, après avoir surmonté une situation économique critique en 2012, en battant le CD Puertollano aux tirs au but lors du barrage des champions de groupe.
Cette fois, le club a évité la relégation après avoir battu le Racing Ferrol sur le score 1-0 lors du dernier match de la saison 2014-2015. Lors de la saison 2015-2016, le club a réalisé une excellente année avec une 10e place, la meilleure de l'histoire du club.
Après quatre saisons en troisième division, le club est relégué en Tercera División en avril 2018, après une défaite 8-0 face au Bilbao Athletic.
Le 24 octobre 2018, Lealtad a remporté sa première Copa Federación asturienne en battant le Sporting de Gijón B aux tirs au but. L'équipe a terminé la saison 2018-2019 sans défaite dans le groupe 2, mais n'a pas réussi à monter en Segunda División B après avoir perdu d'abord contre le Getafe CF B puis contre le CP Villarrobledo (es).

## Saison par saison
| Saison    | Niveau | Division           | Place | Copa del Rey |
| --------- | ------ | ------------------ | ----- | ------------ |
| 1948-1958 |        | Division régionale | —     |              |
| 1958-1959 | 5      | Division régionale | 7e    |              |
| 1959-1960 | 5      | Division régionale | —     |              |
| 1960-1961 | 5      | Division régionale | —     |              |
| 1961-1962 | 5      | Division régionale | —     |              |
| 1962-1963 | 4      | Division régionale | 4e    |              |
| 1963-1964 | 4      | Division régionale | 10e   |              |
| 1964-1965 | 4      | Division régionale | 10e   |              |
| 1965-1966 | 4      | Division régionale | 13e   |              |
| 1966-1967 | 4      | Division régionale | 7e    |              |
| 1967-1968 | 4      | Division régionale | 9e    |              |
| 1968-1969 | 4      | Division régionale | 16e   |              |
| 1969-1970 | 4      | Division régionale | 19e   |              |
| 1970-1971 | 5      | Division régionale | 1er   |              |
| 1971-1972 | 5      | Division régionale | 10e   |              |
| 1972-1973 | 5      | Division régionale | 1er   |              |
| 1973-1974 | 5      | Division régionale | 10e   |              |
| 1974-1975 | 5      | Division régionale | 20e   |              |
| 1975-1976 | 6      | Division régionale | 3e    |              |
| 1976-1977 | 6      | Division régionale | 2e    |              |

| Saison    | Niveau | Division           | Place | Copa del Rey |
| --------- | ------ | ------------------ | ----- | ------------ |
| 1977-1978 | 6      | Division régionale | 8e    |              |
| 1978-1979 | 6      | Division régionale | 12e   |              |
| 1979-1980 | 6      | Division régionale | 7e    |              |
| 1980-1981 | 6      | Division régionale | 7e    |              |
| 1981-1982 | 6      | Division régionale | 18e   |              |
| 1982-1983 | 7      | Division régionale | 10e   |              |
| 1983-1984 | 7      | Division régionale | 11e   |              |
| 1984-1985 | 7      | Division régionale | 2e    |              |
| 1985-1986 | 7      | Division régionale | 1er   |              |
| 1986-1987 | 6      | Division régionale | 1er   |              |
| 1987-1988 | 5      | Division régionale | 11e   |              |
| 1988-1989 | 5      | Division régionale | 9e    |              |
| 1989-1990 | 5      | Division régionale | 4e    |              |
| 1990-1991 | 4      | Tercera División   | 10e   |              |
| 1991-1992 | 4      | Tercera División   | 1er   |              |
| 1992-1993 | 4      | Tercera División   | 2e    | 2e tour      |
| 1993-1994 | 4      | Tercera División   | 3e    | 2e tour      |
| 1994-1995 | 4      | Tercera División   | 3e    |              |
| 1995-1996 | 4      | Tercera División   | 8e    |              |
| 1996-1997 | 4      | Tercera División   | 4e    |              |

| Saison    | Niveau | Division           | Place | Copa del Rey |
| --------- | ------ | ------------------ | ----- | ------------ |
| 1997-1998 | 4      | Tercera División   | 1er   |              |
| 1998-1999 | 3      | Segunda División B | 20e   | 1er tour     |
| 1999-2000 | 4      | Tercera División   | 1er   |              |
| 2000-2001 | 4      | Tercera División   | 4e    | Préliminaire |
| 2001-2002 | 4      | Tercera División   | 11e   |              |
| 2002-2003 | 4      | Tercera División   | 6e    |              |
| 2003-2004 | 4      | Tercera División   | 7e    |              |
| 2004-2005 | 4      | Tercera División   | 12e   |              |
| 2005-2006 | 4      | Tercera División   | 4e    |              |
| 2006-2007 | 4      | Tercera División   | 2e    |              |
| 2007-2008 | 4      | Tercera División   | 8e    |              |
| 2008-2009 | 4      | Tercera División   | 10e   |              |
| 2009-2010 | 4      | Tercera División   | 10e   |              |
| 2010-2011 | 4      | Tercera División   | 12e   |              |
| 2011-2012 | 4      | Tercera División   | 14e   |              |
| 2012-2013 | 4      | Tercera División   | 6e    |              |
| 2013-2014 | 4      | Tercera División   | 1er   |              |
| 2014-2015 | 3      | Segunda División B | 15e   | 2e tour      |
| 2015-2016 | 3      | Segunda División B | 10e   |              |
| 2016-2017 | 3      | Segunda División B | 10e   |              |

| Saison    | Niveau | Division              | Place | Copa del Rey |
| --------- | ------ | --------------------- | ----- | ------------ |
| 2017-2018 | 3      | Segunda División B    | 18e   |              |
| 2018-2019 | 4      | Tercera División      | 1er   |              |
| 2019-2020 | 4      | Tercera División      | 1er   | 1er tour     |
| 2020-2021 | 3      | Segunda División B    | 17e   | 1er tour     |
| 2021-2022 | 5      | Tercera División RFEF | 3e    |              |
| 2022-2023 | 5      | Tercera Federación    | 7e    |              |
| 2023-2024 | 5      | Tercera Federación    | 3e    |              |
| 2024-2025 | 5      | Tercera Federación    | 5e    |              |
| 2025-2026 | 4      | Segunda Federación    |       |              |

- 5 saisons en Segunda División B (D3)
- 26 saisons en Tercera División puis Segunda Federación (D4)
- 4 saison en Tercera División RFEF / Tercera Federación (D5)

## Palmarès
- Tercera División (6)
  - 1991-1992, 1997-1998, 1999-2000, 2013-2014, 2018-2019, 2019-2020